# Onîșpil, Korostîșiv
Onîșpil (în ucraineană Онишпіль) este un sat în comuna Vilenka din raionul Korostîșiv, regiunea Jîtomîr, Ucraina.

## Demografie
Componența lingvistică a localității Onîșpil
     Ucraineană (100%)
Conform recensământului din 2001, toată populația localității Onîșpil era vorbitoare de ucraineană (100%).